# ジェファーソン郡 (ペンシルベニア州)
ジェファーソン郡（英: Jefferson County）は、アメリカ合衆国ペンシルベニア州の西部に位置する郡である。2010年国勢調査での人口は45,200人であり、2000年の45,932人から1.6%減少した。郡庁所在地はブルックビル・ボロ（人口3,924人）であり、同郡で人口最大の町はパンクサトーニー・ボロ（人口5,962人）である。ジェファーソン郡は1804年3月26日にライカミング郡から分離して設立された。郡名は当時アメリカ合衆国大統領を務めていたトーマス・ジェファーソンに因んで名付けられた。毎年2月2日のグラウンドホッグデーに、いつ春が来るかを予測するグラウンドホッグであるパンクサトーニーのフィルが棲んでいる。

## 地理
アメリカ合衆国国勢調査局に拠れば、郡域全面積は657平方マイル (1,701.6 km2)であり、このうち陸地655平方マイル (1,696.4 km2)、水域は1平方マイル (2.6 km2)で水域率は0.21%である。

### 隣接する郡
- フォレスト郡 - 北西
- エルク郡 - 北東
- クリアフィールド郡 - 東
- インディアナ郡 - 南
- アームストロング郡 - 南西
- クラリオン郡 - 西

## 人口動態
以下は2000年国勢調査による人口統計データである。
| 基礎データ - 人口: 45,932人 - 世帯数: 18,375 世帯 - 家族数: 12,862 家族 - 人口密度: 27人/km2（70人/mi2） - 住居数: 22,104軒 - 住居密度: 13軒/km2（34軒/mi2） 人種別人口構成 - 白人: 98.97% - アフリカン・アメリカン: 0.13% - ネイティブ・アメリカン: 0.16% - アジア人: 0.21% - 太平洋諸島系: 0.01% - その他の人種: 0.07% - 混血: 0.45% - ヒスパニック・ラテン系: 0.41% 先祖による構成 - ドイツ系：31.1% - イタリア系：13.4% - アメリカ人：10.8% - アイルランド系：9.2% - イギリス系：7.8% | 年齢別人口構成 - 18歳未満: 23.6% - 18-24歳: 7.7% - 25-44歳: 27.2% - 45-64歳: 23.6% - 65歳以上: 17.9% - 年齢の中央値: 40歳 - 性比（女性100人あたり男性の人口） - 総人口: 95.7 - 18歳以上: 92.6 世帯と家族（対世帯数） - 18歳未満の子供がいる: 30.3% - 結婚・同居している夫婦: 56.8% - 未婚・離婚・死別女性が世帯主: 9.1% - 非家族世帯: 30.0% - 単身世帯: 26.6% - 65歳以上の老人1人暮らし: 13.8% - 平均構成人数 - 世帯: 2.45人 - 家族: 2.96人 |

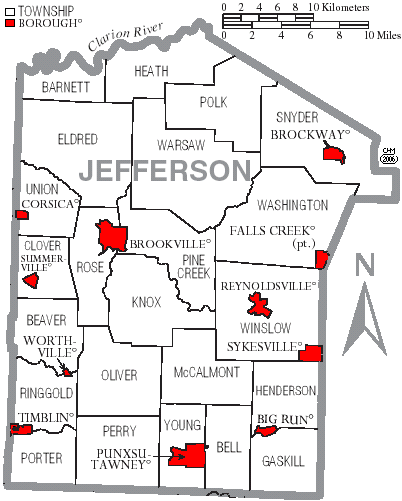
ジェファーソン郡の自治体、ボロは赤、タウンシップは白

## 都市と町
ペンシルベニア州法の下では4種類の自治体がある。市、ボロ、タウンシップ、町である。

### ボロ
| - ビッグラン - ブロックウェイ - ブルックビル - 郡庁所在地 - コーシカ - フォールズクリーク（一部はクリアフィールド郡） - パンクサトーニー | - レイノルズビル - サマービル - サイクスビル - ティンブリン - ワースビル |

### タウンシップ
| - バーネット - ビーバー - ベル - クローバー - エルドレッド - ガスキル - ヒース - ヘンダーソン | - ノックス - マカルモント - オリバー - ペリー - パインクリーク - ポーク - ポーター - リングゴールド | - ローズ - スナイダー - ユニオン - ウォーソー - ワシントン - ウィンスロー - ヤング |

### 国勢調査指定地域
- クレンショー

### 未編入の町

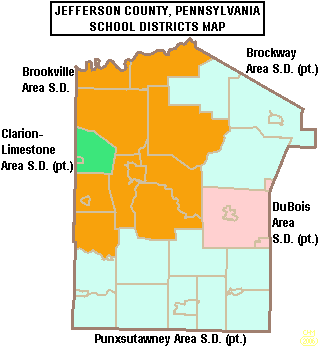
ジェファーソン郡教育学区の区分図

- スプランクルミルズ

## 教育

### 高等教育機関
- インディアナ・ペンシルベニア大学

### 公共教育学区
- ブロックウェイ地域教育学区
- ブルックビル地域教育学区
- クラリオン・ライムストーン地域教育学区
- ドゥボイズ地域教育学区
- パンクサトーニー地域教育学区

### 関連公共団体
- ジェファーソン郡・デュボイス AVTS
- リバービュー中間管理機関6号

### 私立学校
- アレン・ミルズ学校 - レイノルズビル
- ベアレーン学校 - パンクサトーニー
- ブローズヒル・アーミッシュ学校 - レイノルズビル
- バックスラン - レイノルズビル
- カヌーリッジ・アーミッシュ学校 - ロシター
- コロニアルドレイク - パンクサトーニー
- イーグルスネスト・アーミッシュ学校 - ブロックウェイ
- ハイランドパーク - パンクサトーニー
- ヒルサイド学校 - パンクサトーニー
- ローンメイプル学校 - パンクサトーニー
- メイプルグローブ学校 - レイノルズビル
- マウンテンビュー学校 - パンクサトーニー
- マンダーフ・アーミッシュ学校 - ブロックウェイ
- オークグローブ教区学校 - スミックスバーグ
- パインバレー教区学校 - パンクサトーニー
- プレイハウス子供センター - パンクサトーニー
- プレイズ・クリスチャン・アカデミー - レイノルズビル
- パンクサトーニー・クリスチャン学校 - 小学校レベル - パンクサトーニー
- スプリングホロー・アーミッシュ学校 - レイノルズビル
- スプリングラン学校 - スミックバーグ
- セントコスマス&ダミアン学校 - パンクサトーニー
- トラウトラン学校 - パンクサトーニー
- バレービュー学校 - パンクサトーニー
- ウェストクリーク道路・アーミッシュ学校 - パンクサトーニー
- ウィロウ・ドライブ学校 - パンクサトーニー
- ウィンディホロー・アーミッシュ学校 - メイポート

### 図書館
- ジェファーソン郡図書館システム - ブロックウェイ
- メングル記念図書館 - ブロックウェイ
- パンクサトーニー記念図書館 - パンクサトーニー
- レベッカ・M・アーサーズ記念図書館 - ブルックビル
- レイノルズビル公共図書館 - レイノルズビル
- サマービル公共図書館 - サマービル
- サイクスビル公共図書館 - サイクスビル

### 免許団体
- フルサークル Inc. ボーイズホーム - レイノルズ
- ジェファーソン郡成人拘置センター
- ペンドルトン子供ケアセンター Inc - ブロックウェイ
- 西ペンシルベニア剥製術学校 - オリーブバーグ

### 公園とレクリエーション
郡内には州立公園が2か所ある。
- クリアクリーク州立公園、バーネット・タウンシップとヒース・タウンシップ
- クック森林州立公園、バーネット・タウンシップと隣接するクライオン郡およびフォレスト郡